# Attentati del 22 luglio 2011 in Norvegia
Gli attentati del 2011 in Norvegia furono due attacchi terroristici coordinati volti ad attaccare il governo della Norvegia, un seminario politico estivo e la popolazione civile avvenuti nella città di Oslo e sull'isola di Utøya il 22 luglio 2011, che causarono in totale settantasette vittime.
Il primo attacco consistette nell'esplosione di un'autobomba col bagagliaio imbottito di ANFO nel centro di Oslo, precisamente nel quartiere Regjeringskvartalet (ove si trova il complesso di edifici del governo norvegese), avvenuta alle ore 15:25:22 (CEST). L'automobile era stata parcheggiata di fronte al palazzo ospitante l'ufficio del Ministro di Stato norvegese Jens Stoltenberg; nell'esplosione morirono otto persone e 209 rimasero ferite, di cui dodici gravemente.
Il secondo attacco avvenne meno di due ore dopo sull'isola di Utøya, nel Tyrifjorden, dove era in corso un campus organizzato dalla sezione giovanile del Partito Laburista Norvegese. Un uomo vestito con un'uniforme simile a quella della polizia e provvisto di documenti falsi giunse sull'isola e aprì il fuoco sui partecipanti al campus, uccidendone 69 e ferendone 110, di cui 55 in maniera grave. Fu l'atto più violento mai avvenuto in Norvegia dalla fine della seconda guerra mondiale.
Il responsabile degli attentati, Anders Behring Breivik, trentaduenne norvegese simpatizzante dell'estrema destra, fu arrestato in flagranza a Utøya. Rinviato a giudizio, fu processato tra il 16 aprile e il 22 giugno 2012 a Oslo; in tribunale affermò di avere compiuto gli atti per mandare un "messaggio forte al popolo, per fermare i danni del partito laburista" e per fermare "una decostruzione della cultura norvegese per via dell'immigrazione in massa dei musulmani". Breivik stesso venne ritratto in un video (proiettato anche al suo processo) con indosso simboli cristiani e divise dei Cavalieri Templari.
Riconosciuto unico responsabile e sostanzialmente sano di mente, il 24 agosto seguente Breivik fu condannato a ventuno anni di carcere (pena massima dell'ordinamento norvegese), prorogabili di altri cinque per un numero indefinito di volte qualora, a pena scontata, fosse ancora ritenuto socialmente pericoloso.

## Eventi
Il primo attacco, effettuato con l'esplosione di una bomba, è avvenuto alle 15:25 al Regjeringskvartalet, il quartier generale del governo a Oslo, al di fuori dell'ufficio del Primo Ministro Jens Stoltenberg e di altri edifici governativi. L'esplosione ha ucciso otto persone e ne ha ferite molte altre. Il secondo attentato, il più grave, è stato perpetrato circa due ore più tardi presso un raduno organizzato dalla Lega dei Giovani Lavoratori (Arbeidernes Ungdomsfylking, AUF), organizzazione giovanile del Partito Laburista Norvegese, sull'isola di Utøya, a Tyrifjorden, nella contea di Buskerud. Un uomo armato e vestito da poliziotto ha aperto il fuoco sui giovani, uccidendone sessantanove. Lo stesso uomo vestito da poliziotto era stato precedentemente filmato dalle telecamere nella zona dove era esplosa l'autobomba.
L'esecutore degli attentati viene identificato nel cittadino norvegese Anders Breivik, arrestato verso le ore 19:00 sull'isola di Utøya.

### L'esplosione a Oslo

Mappa dell'area dell'esplosione. Edificio rosso: palazzo del governo; area arancione: posizione dell'auto distrutta, non il sito dell'esplosione; edificio blu: edificio del Ministero del petrolio

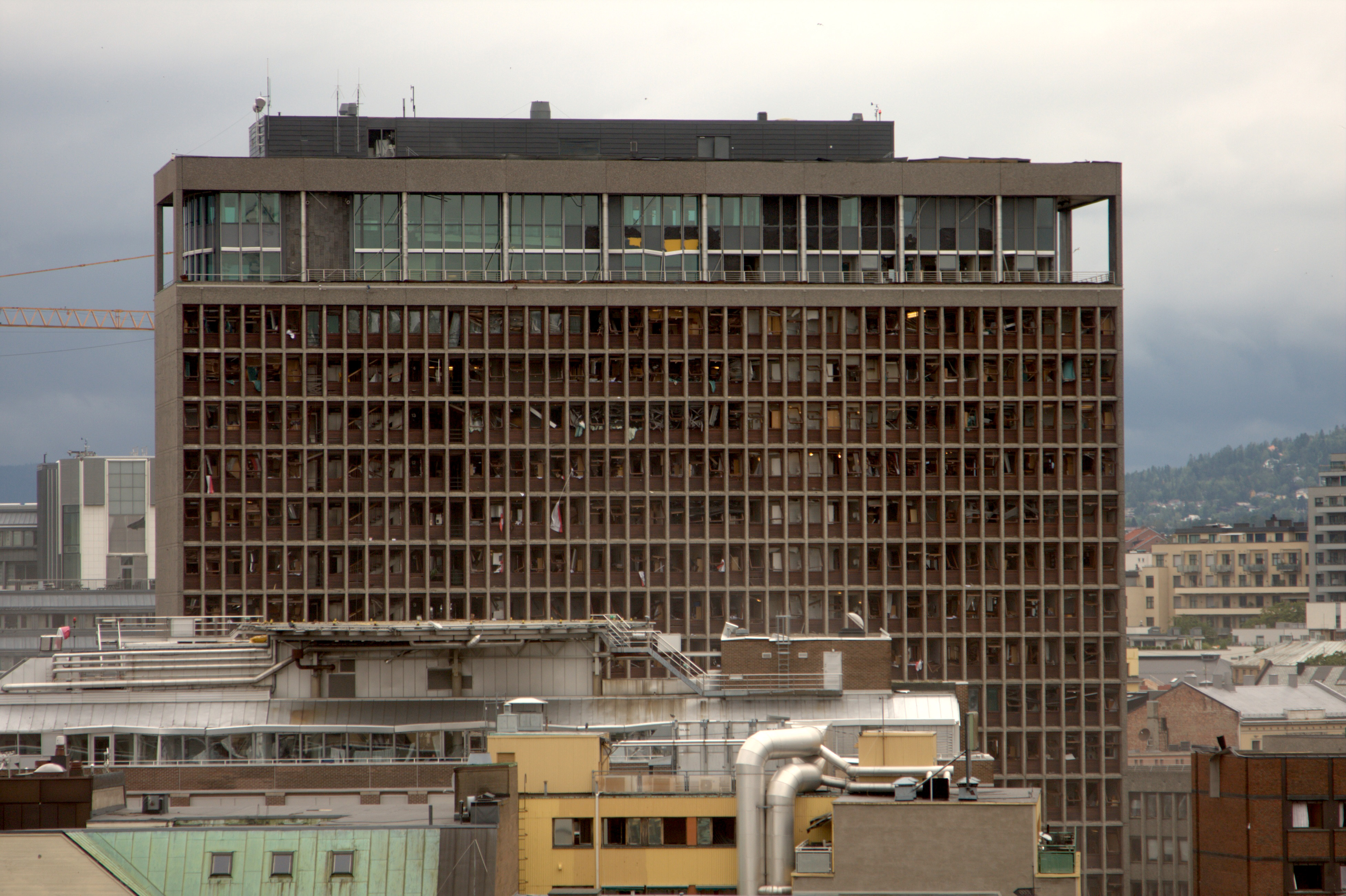
Ufficio del Primo ministro con le finestre rotte appena dopo l'esplosione.

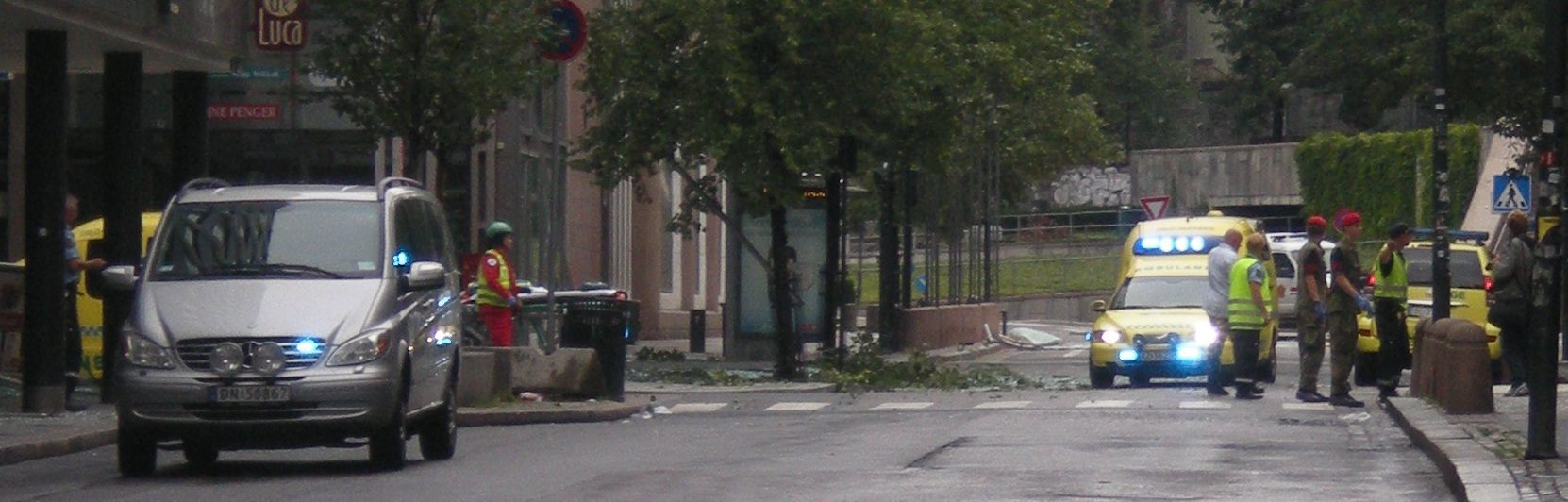
Soccorritori civili e militari presso l'edificio del governo il 22 luglio.

Le agenzie di stampa hanno inizialmente sostenuto che le autobombe fossero esplose nello stesso momento in Youngstorget (piazza dei Giovani) a Oslo, fuori dall'ufficio del Primo Ministro Jens Stoltenberg e altri uffici governativi come il Ministero del Petrolio e il Ministero delle Finanze, con lo scoppio di molte finestre; quest'ultima indiscrezione si è rivelata poi errata. Stoltenberg non è stato ferito dalle esplosioni e il ministro delle finanze norvegese, Sigbjørn Johnsen, era in vacanza in Danimarca in quel momento. L'esplosione si è sentita fino a 7 km di distanza.

### Impatto sui trasporti

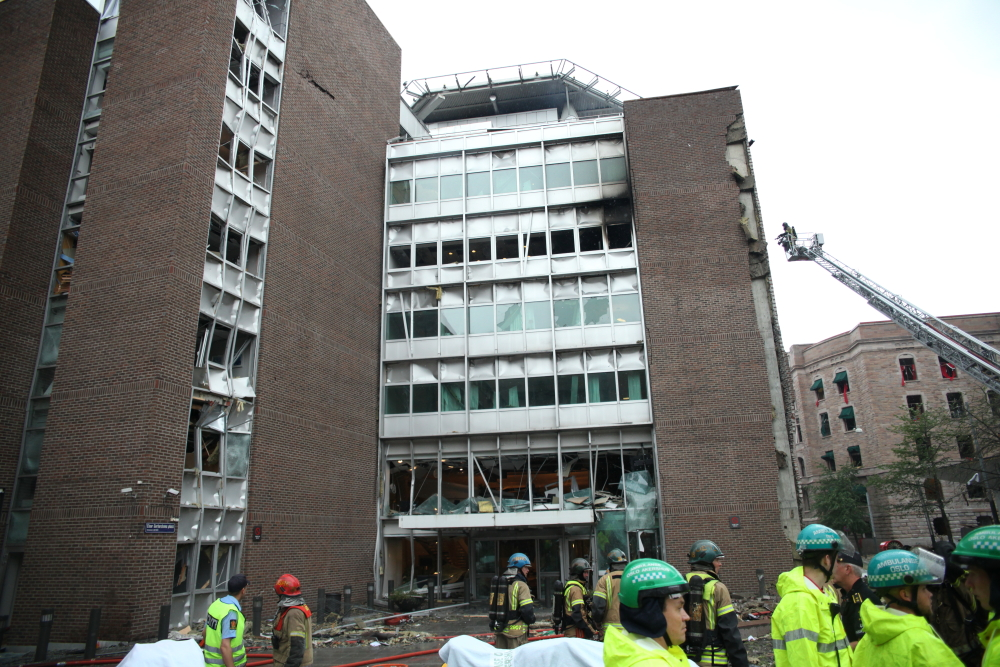
Il Ministero del Petrolio e dell'Energia subito dopo l'esplosione.

Tutte le strade intorno al centro di Oslo sono state chiuse e i militari hanno evacuato le persone dall'area, avvisando i residenti di stare lontani dal centro e di limitare l'utilizzo dei telefoni cellulari per evitare il rischio di un altro potenziale attacco terroristico. I trasporti pubblici in ingresso e uscita dalla città sono stati sospesi. Una comunicazione per e-mail con la BBC, inviata da un passeggero, ha indicato che sulle strade per l'Aeroporto di Oslo-Gardermoen erano in vigore controlli della polizia, e l'aeroporto era rimasto aperto mentre la polizia effettuava controlli sulle auto nel sito.
La linea Gardermoen tra Lillestrøm e l'aeroporto di Oslo è stata chiusa dopo che un pacco sospetto è stato trovato nei pressi della ferrovia. Lo stesso è avvenuto agli uffici della TV2, evacuati dopo che un pacco sospetto è stato rinvenuto nei pressi dell'edificio.

### La strage di Utøya
Dopo aver fatto esplodere l'autobomba nei pressi degli uffici governativi norvegesi, Anders Breivik si è avviato verso Utøya, vestito da agente della polizia norvegese e fingendo di cercare bombe sull'isola. Arrivato sull'isola con un traghetto, Breivik prima ha ucciso con una pistola Glock i direttori del campo, che, insospettiti dalle armi, avevano cominciato a fargli domande, quindi si è diretto verso i giovani, di età compresa fra i dieci e i vent'anni, raccolti in un punto di ristoro, ha imbracciato il fucile semiautomatico (una carabina Ruger Mini-14) e ha incominciato a sparare sulla folla, arrivando a uccidere sessantanove persone. Dopo un'ora e mezza la DELTA (Unità Norvegese Anti-Terrorismo), un'élite della polizia, ha fatto irruzione sull'isola e l'attentatore si è consegnato senza opporre resistenza. Breivik, secondo alcune prime testimonianze in stato di shock, non avrebbe agito da solo, ma le ricerche e le indagini della polizia norvegese su possibili complici non hanno individuato altre persone. Infatti, le testimonianze più attendibili e "a mente fredda" dei sopravvissuti della strage di Utøya hanno descritto il solo Breivik che sparava con freddezza, senza correre e senza urlare (versione dei sopravvissuti tratta dal documentario Massacro in Norvegia, io c'ero). Christian Hatlo, responsabile delle indagini, ha infine stabilito che Breivik ha agito da solo.
| Età delle persone uccise a Utøya | Età delle persone uccise a Utøya |
| Età                              | Morti                            |
| -------------------------------- | -------------------------------- |
| 14                               | 2                                |
| 15                               | 7                                |
| 16                               | 8                                |
| 17                               | 16                               |
| 18                               | 17                               |
| 19                               | 5                                |
| 20                               | 1                                |
| 21                               | 3                                |
| 23                               | 2                                |
| 25                               | 1                                |
| 27                               | 1                                |
| 28                               | 1                                |
| 30                               | 1                                |
| 43                               | 2                                |
| 45                               | 1                                |
| 51                               | 1                                |
| Totale: 69                       |                                  |
| Età media: 20                    |                                  |

## Anders Breivik
Il cittadino norvegese Anders Breivik ha confessato dopo l'arresto di essere il responsabile degli attentati che hanno causato la morte di settantasette persone. Breivik è un anti-multiculturalista, anti-marxista, anti-islamico con ideologie di estrema destra, come da lui stesso affermato nel suo memoriale 2083 – Una dichiarazione europea d'indipendenza. Qualche ora prima dell'assalto, Breivik inviò il suo manifesto a quasi tutti i suoi contatti Facebook, pubblicò un video su YouTube che riassumeva il suo manifesto in circa dodici minuti. Il video fu poi tolto dalla rete ma comunque proiettato in aula durante il processo. Breivik fu inquadrato piangere lacrime di commozione durante la proiezione. In esso, con audio tratto dall'OST del videogioco de Conan il Barbaro, compaiono immagini di Breivik stesso con indosso divise dei Cavalieri Templari con appuntate diverse medaglie che non gli sarebbero mai state conferite. In seguito, si scoprì che egli stesso aveva ordinato i vari pezzi e riconoscimenti su internet per assemblarli a casa, come aveva fatto per la divisa della polizia usata durante gli attacchi. Inoltre, poco prima di agire, parafrasò l'economista John Stuart Mill sul suo profilo Twitter scrivendo "Una persona con un ideale è forte quanto centomila che hanno solo interessi." Si tratta dell'unico tweet pubblicato con quell'account.

## Procedimenti giudiziari
Anders Breivik è stato giudicato pienamente capace di intendere e volere al momento delle stragi. Nel 2012 gli è stata comminata la pena detentiva più severa prevista dal codice penale norvegese: ventuno anni di reclusione. A tale pena, possono essere aggiunti ulteriori periodi di detenzione di cinque anni, nel caso venga acclarata la permanenza di elementi di pericolosità del reo. Nel 2016 Breivik ha intentato una causa contro lo Stato norvegese per asserite violazioni dei propri diritti di carcerato, ritenendo le condizioni di detenzione umilianti e disumane. Dopo un parziale accoglimento, le richieste del detenuto sono state respinte dalla corte d'appello e, successivamente, dalla Corte europea dei diritti dell'uomo, che ha giudicato il ricorso irricevibile e manifestatamente infondato. Nel 2017 il pubblico ministero Fredrik Sejersted ha dichiarato come Breivik non si sia mai pentito del crimine commesso.

## Nella cultura di massa
Musica
- Internal Warfare, dall'album Requiem for the Indifferent degli Epica (2012)
- 69 Dead Birds for Utøya, dall'album Aokigahara degli Harakiri for the Sky (2014)

Letteratura
- Il silenzio sugli innocenti, Luca Mariani, Ediesse (2013)

Cinema e televisione
- Utøya, drammaturgia di Edoardo Erba e regia di Serena Sinigaglia (2015), adattamento teatrale dell'inchiesta giornalistica di Luca Mariani sugli eventi.
- Massacro in Norvegia: io c'ero, primo episodio della stagione 6 del programma televisivo Quei secondi fatali, è basato su questo attentato terroristico
- 22 luglio (22 July), regia di Paul Greengrass (2018)
- Utøya 22. juli, regia di Erik Poppe (2018)